# Чіамбве
Чіамбве — озеро, знаходиться на сході Руанди, Східна провінція. Розташоване південніше національного парку Акагера, висота над рівнем моря 1300 м. Східніше берега Ніл-Акагера тече поруч з Чіамбве, із яким річка пов'язана системою боліт. Неподалік розташоване озеро Нашо.